# 荒漠睡鼠
荒漠睡鼠（学名：Selevinia betpakdalaensis）是啮齿目睡鼠科林睡鼠亚科下的一种，为荒漠睡鼠属（Selevinia）中唯一的一种，仅分布于哈萨克斯坦。